# Jean Becker
Jean Becker (Parijs, 10 mei 1933) is een Frans filmregisseur en scenarioschrijver. Hij verwezenlijkte zestien films waarvan de meeste erg in de smaak van het grote publiek vielen.

## Leven en werk

### Beginjaren
Jean Becker is de zoon van filmregisseur Jacques Becker en de broer van cameraman Étienne Becker en van scriptgirl Sophie Becker (de vrouw van acteur Pierre Vaneck). Hij maakte zijn debuut in de filmwereld als stagiair op de set van de politiefilm  Touchez pas au grisbi (1954), een film van de hand van zijn vader. Die film luidde definitief de wederopstanding in van de wat in het slop geraakte carrière van Jean Gabin. Daarna deed hij verder ervaring op als regieassistent van de laatste films van zijn vader en bij Julien Duvivier et Henri Verneuil. Hij nam meerdere scènes op van het drama Le Trou net voor de dood van zijn vader. Zo leerde hij beter schrijver en scenarist José Giovanni kennen, wiens gelijknamige roman aan de basis van die film lag. 

### Eerste succesfilms
Niet te verwonderen dat hij voor zijn regiedebuut, de politiefilm Un nommé La Rocca (1961), een andere politieroman van Giovanni in een scenario goot. Op hoofdrolspeler Jean-Paul Belmondo deed hij opnieuw een beroep voor de avonturenfilm Échappement libre (1964) en voor de komedie Tendre Voyou (1966). Deze films behaalden heel wat succes in hun thuisland. 

### Late jaren zestig en jaren zeventig: de televisiejaren
Na Tendre Voyou stapte Becker over naar de televisie om er de meeste episodes van de succesrijke televisieserie Les Saintes chéries (1965-1970) te verwezenlijken. Vervolgens draaide hij gedurende de jaren zeventig een vierhonderdtal publiciteitsspots.

### Filmcomeback
Pas een kleine twintig jaar na Tendre Voyou nam hij weer plaats op de filmregisseursstoel om L’Été meurtrier (1983) in te blikken. Dit broeierig liefdes- en wraakdrama werd volledig gedragen door de vertolkingen van het duo Isabelle Adjani en Alain Souchon. De prent was, op een na, dé kassakraker van 1983 in Frankrijk en sleepte vier Césars in de wacht. Het scenario schreef Becker in samenwerking met Sébastien Japrisot, naar diens gelijknamige roman. Later zou hij nog twee films maken naar een scenario van Japrisot.
In 1986 behaalde hij een nieuwe César voor de Beste publiciteitsfilm met Le Clemenceau.

### Voldragen films van de jaren negentig en de jaren tweeduizend
Pas in 1995 leverde Becker zijn volgende succesvolle langspeelfilm af : het drama Élisa betekende de definitieve doorbraak voor de acteurscarrière van Vanessa Paradis. Als jonge breekbare en gewelddadige delinkwente had ze er Gérard Depardieu als tegenspeler.
Vanaf Élisa begon Becker regelmatiger films te draaien. Daartoe castte hij dikwijls dezelfde acteurs. Zo speelden Jacques Villeret, Suzanne Flon en André Dussollier zowel mee in de tragikomedies Les Enfants du marais (1999) en Un crime au paradis (2001) als in het drama Effroyables jardins (2003).
Er volgden nog twee vermeldenswaardige tragikomedies. In Dialogue avec mon jardinier (2007), een warme ode aan de vriendschap, kreeg kunstschilder Daniel Auteuil opnieuw smaak in het schilderen en in het leven dankzij de gesprekken met zijn tuinman, zijn jeugdvriend en gepensioneerde spoorwegarbeider Jean-Pierre Darroussin. Voor de ontroerende tragikomedie La Tête en friche (2010) kon Becker opnieuw rekenen op Gérard Depardieu die een quasi ongeletterde vertolkte die dankzij een minzame oude dame weer zin kreeg om te leren lezen. Voor Gisèle Casadesus betekende haar ingetogen hoofdrol naast Depardieu zowaar haar doorbraak op 95-jarige leeftijd bij het grote publiek. In 2022 castte Becker Depardieu opnieuw, in de rol van een ouder wordende en volledig vervulde acteur, een soort 'monstre sacré' zoals Depardieu zelf, in het op de gelijknamige roman van Georges Simenon geïnspireerde drama Les Volets verts.

## Filmografie

### Regisseur

#### Korte film
- 1991 - Contre l’oubli (collectieve kortfilm)

#### Langspeelfilms
- 1961 - Un nommé La Rocca (naar de roman L'Excommunié van José Giovanni)
- 1964 - Échappement libre
- 1965 - Pas de caviar pour tante Olga
- 1966 - Tendre Voyou
- 1983 - L’Été meurtrier (naar de gelijknamige roman van Sébastien Japrisot)
- 1995 - Élisa
- 1999 - Les Enfants du marais
- 2001 - Un crime au Paradis (remake van de film La Poison van Sacha Guitry)
- 2003 - Effroyables Jardins
- 2007 - Dialogue avec mon jardinier
- 2008 - Deux jours à tuer
- 2010 - La Tête en friche
- 2012 - Bienvenue parmi nous
- 2014 - Bon Rétablissement!
- 2018 - Le Collier rouge
- 2022 - Les Volets verts

#### Televisie
- 1965 - Les Saintes chéries (televisieserie)
- 1994 - Ne m'appelez pas petite

### Regieassistent
- 1954 - Touchez pas au grisbi (Jacques Becker)
- 1954 - Ali Baba et les quarante voleurs (Jacques Becker)
- 1958 - Maxime (Henri Verneuil)
- 1958 - Les amants de Montparnasse (Jacques Becker)
- 1959 - Le Grand Chef (Henri Verneuil)
- 1960 - Le Trou (Jacques Becker)

- Bibsys: 11075669
- Bibliothèque nationale de France: cb124781521 (data)
- Gemeinsame Normdatei: 12449272X
- International Standard Name Identifier: 0000 0000 7834 279X
- Library of Congress Control Number: no98100751
- Nationale Bibliotheek van Tsjechië: pna2007418455
- Nationale Bibliotheek van Israël: 987007366452605171
- Nederlandse Thesaurus van Auteursnamen: 152345639
- SNAC: w6960cxb
- Système universitaire de documentation: 073954306
- Virtual International Authority File: 85126014
- WorldCat: E39PBJvRRTGbQVjmRqfXK76BT3